# La Jaille-Yvon
 La Jaille-Yvon  es una comuna y población de Francia, en la región de Países del Loira, departamento de Maine y Loira, en el distrito de Segré y cantón de Le Lion-d'Angers. Está integrada en la Communauté de communes de la Région du Lion-d’Angers .

## Demografía
| 364 | 306 | 267 | 249 | 239 | 248 |
| Para los censos de 1962 a 1999 la población legal corresponde a la población sin duplicidades (Fuente: INSEE [Consultar]) |     |     |     |     |     |